# Reacție în lanț proton–proton

Reacția în lanț proton-proton predomină în stele de dimensiunea Soarelui sau mai mici

Reacția în lanț proton-proton este una din reacțiile de fuziune prin care stelele transformă hidrogenul în heliu, alternativa principală fiind ciclul CNO sau Bethe-Weizsäcker. Lanțul proton-proton predomină în stelele de dimensiunea Soarelui sau mai mici. 
În general, fuziunea proton-proton poate avea loc numai în cazul în care temperatura (energia cinetică) a protonilor este suficient de mare pentru a învinge forța lor electrostatica reciprocă sau respingerea lui Coulomb. Teoria, - că reacțiile proton-proton sunt principiul de bază prin care Soarele și alte stele ard -, a fost susținută de către Arthur Stanley Eddington în anii 1920. La acea vreme, temperatura Soarelui era considerată prea mică pentru a depăși bariera Coulomb.  Nu era cunoscut însă efectul tunel aplicat de George Gamow la dezintegrarea alfa în 1924.

## Reacția în lanț proton-proton
Primul pas implică fuziunea a două nuclee de hidrogen 1H (protoni) în deuteriu, eliberând un pozitron și un neutrino, un proton transformându-se în neutron. 
11H + 11H → 21D + e+ + νe + 0.42 MeV